# Pregonero
Pregonero est une ville de l'État de Táchira au Venezuela, capitale de la paroisse civile d'Uribante et chef-lieu de la municipalité d'Uribante.